# Église de l'Ascension de Riga
L'église orthodoxe de l'Ascension de Riga appartient à l'Église orthodoxe lettone. Elle est située dans la banlieue de Vidzeme à Riga.
La hauteur de l'église est de 26,6 mètres, 29 mètres avec les croix. 

## Histoire
Jusqu'en 1845, environ 120 Lettons s'étaient convertis à l'orthodoxie à Riga, c'est pourquoi Dāvids Balodis (1809-1864), un prédicateur de l'Église des frères de Riga qui avait été chassé de son domicile, s'est tourné vers l'évêque orthodoxe de Riga Filaret pour lui demander de remettre une église à l'Église orthodoxe lettone. Cette demande a été examinée par le Saint-Synode de l'Église orthodoxe russe qui a décidé d'autoriser la célébration des services religieux en letton dans l'église du cimetière de l'asile de Notre-Dame de Riga (Pokrova). Le premier service en letton a eu lieu en 1845. 
En 1867, une deuxième église a été construite dans le cimetière de Pokrov - l'église orthodoxe de l'Ascension. 
Après la Seconde Guerre mondiale, grâce aux offices réguliers, les autorités soviétiques n'ont pas fermé l'église.